# 다키군

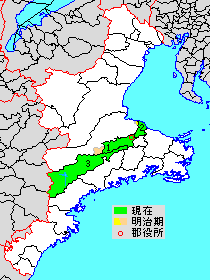
다키 군의 위치

다키군(일본어: 多気郡, たきぐん)은 일본 미에현에 있는 군이다.
인구 43,033명, 면적 506.96km², 인구밀도 84.9명/km².(2025년 3월 1일, 추계인구)
이하 3개의 정으로 구성된다.
- 메이와정(明和町)
- 다키정(多気町)
- 오다이정(大台町)

## 역사
- 2006년 1월 1일 - 세이와촌이 다키정에 편입되었다.
- 2006년 10월 1일 - 미야가와촌이 오다이정에 편입되었다.